# カドゥナ
カドゥナ（Kaduna）は、ナイジェリアの中北部にあるカドゥナ州の州都である。カドゥナのシンボルはハウサ語で”kada”と呼ばれるクロコダイル（ナイルワニ）である。

## 歴史
カドゥナは、1913年にイギリス帝国によって設立され、1917年に北部ナイジェリア保護領の首府になった。のちに北部州。1967年の12州制導入で北部州が6分割されて北部中央州が出来た。1976年に北部中央州がカドゥナ州に改名された。
2012年4月8日、市内のキリスト教会を標的とした爆弾テロが発生。死傷者50人以上を数える惨事となった。

## 地理
カドゥナは、首都のアブジャとカノの間に位置する。
ニジェール川の支流カドゥナ川沿いに位置する。
鉄道と道路の連絡地で、貿易センターであり周辺の農村部の主要な交通の中心地である。

## 住民
カドゥナの人口は、1,652,844人（2007年現在）である。

## 気候
ケッペンの気候区分ではサバナ気候に区分される。10月後半~4月前半までの間は乾季となり、ほとんど雨が降らず、湿度が低く乾燥した日が続く。乾季の終わりにあたる3月の日中は一年の中で最も高温となり、35℃前後の日が続く。雨季はおおよそ6か月であり、雨季終盤の8月と9月を中心にまとまった降水が見られ、7月~9月を中心に曇天が多く冷涼多湿な日が続く。
| カドゥナの気候           | カドゥナの気候 | カドゥナの気候 | カドゥナの気候 | カドゥナの気候 | カドゥナの気候 | カドゥナの気候 | カドゥナの気候 | カドゥナの気候 | カドゥナの気候 | カドゥナの気候 | カドゥナの気候 | カドゥナの気候 | カドゥナの気候 |
| 月                       | 1月            | 2月            | 3月            | 4月            | 5月            | 6月            | 7月            | 8月            | 9月            | 10月           | 11月           | 12月           | 年             |
| ------------------------ | -------------- | -------------- | -------------- | -------------- | -------------- | -------------- | -------------- | -------------- | -------------- | -------------- | -------------- | -------------- | -------------- |
| 最高気温記録 °C （°F）   | 37.8 (100)     | 37.8 (100)     | 38.3 (100.9)   | 38.3 (100.9)   | 37.8 (100)     | 34.4 (93.9)    | 32.2 (90)      | 31.7 (89.1)    | 32.2 (90)      | 34.4 (93.9)    | 35.6 (96.1)    | 35.6 (96.1)    | 38.3 (100.9)   |
| 平均最高気温 °C （°F）   | 31.7 (89.1)    | 33.4 (92.1)    | 35.0 (95)      | 34.2 (93.6)    | 31.7 (89.1)    | 29.5 (85.1)    | 27.5 (81.5)    | 27.0 (80.6)    | 29.0 (84.2)    | 31.1 (88)      | 32.7 (90.9)    | 31.8 (89.2)    | 31.2 (88.2)    |
| 日平均気温 °C （°F）     | 23.4 (74.1)    | 25.0 (77)      | 27.7 (81.9)    | 27.9 (82.2)    | 26.3 (79.3)    | 24.6 (76.3)    | 23.4 (74.1)    | 23.2 (73.8)    | 24.0 (75.2)    | 24.9 (76.8)    | 24.2 (75.6)    | 23.0 (73.4)    | 24.8 (76.6)    |
| 平均最低気温 °C （°F）   | 15.1 (59.2)    | 16.7 (62.1)    | 20.4 (68.7)    | 21.6 (70.9)    | 20.9 (69.6)    | 19.8 (67.6)    | 19.4 (66.9)    | 19.3 (66.7)    | 19.1 (66.4)    | 18.7 (65.7)    | 15.6 (60.1)    | 14.3 (57.7)    | 18.4 (65.1)    |
| 最低気温記録 °C （°F）   | 9.4 (48.9)     | 8.9 (48)       | 15.0 (59)      | 14.7 (58.5)    | 16.7 (62.1)    | 15.6 (60.1)    | 16.7 (62.1)    | 16.7 (62.1)    | 15.6 (60.1)    | 13.3 (55.9)    | 10.0 (50)      | 9.4 (48.9)     | 8.9 (48)       |
| 降水量 mm （inch）       | 0.5 (0.02)     | 2 (0.08)       | 13 (0.51)      | 66 (2.6)       | 157 (6.18)     | 178 (7.01)     | 206 (8.11)     | 290 (11.42)    | 277 (10.91)    | 86 (3.39)      | 5 (0.2)        | 0 (0)          | 1,280 (50.39)  |
| 平均降水日数 （≥0.3 mm） | 0              | 0              | 2              | 5              | 13             | 16             | 18             | 22             | 21             | 8              | 0              | 0              | 105            |
| % 湿度                   | 26             | 24             | 37             | 57             | 73             | 82             | 86             | 88             | 85             | 74             | 48             | 31             | 59             |
| 平均月間日照時間         | 279.0          | 262.7          | 266.6          | 243.0          | 241.8          | 216.0          | 155.0          | 120.9          | 171.0          | 248.0          | 285.0          | 294.5          | 2,783.5        |
| 平均日照時間             | 9.0            | 9.3            | 8.6            | 8.1            | 7.8            | 7.2            | 5.0            | 3.9            | 5.7            | 8.0            | 9.5            | 9.5            | 7.6            |
| 出典：ドイツ気象局       |                |                |                |                |                |                |                |                |                |                |                |                |                |

## 経済
ナイジェリア北部の工業の中心地である。主要な工業製品は、織物（テキスタイル）、機械、鉄鋼、アルミニウム、石油製品、軸受（ベアリング）である。ただし、繊維産業は衰退している。自動車製造業もカドゥナ経済の重要な部分を占めている。プラスチック、医薬品、皮革製品、家具、テレビのような軽工業品が製造されている。
主な輸出農産品は、綿花、ピーナッツ、ソルガム、ショウガである。

## 交通

### 空港
- カドゥナ空港
- Old Kaduna Airport

### 鉄道
ラゴス～カノ路線の駅であり、ポートハーコート方面、マイドゥグリ方面に分岐する。

## 教育
- Kaduna State University
- Kaduna Polytechnic

## スポーツ
カドゥナをホームとするサッカークラブがある。
- Kaduna United F.C.

## カドゥナ出身の人物
- ティジャニ・ババンギダ（元サッカー選手）
- イブラヒム・ババンギダ（サッカー選手）
- ハルナ・ババンギダ（サッカー選手）
- ルーベン・ガブリエル（サッカー選手）